# Niedermünster de Ratisbonne

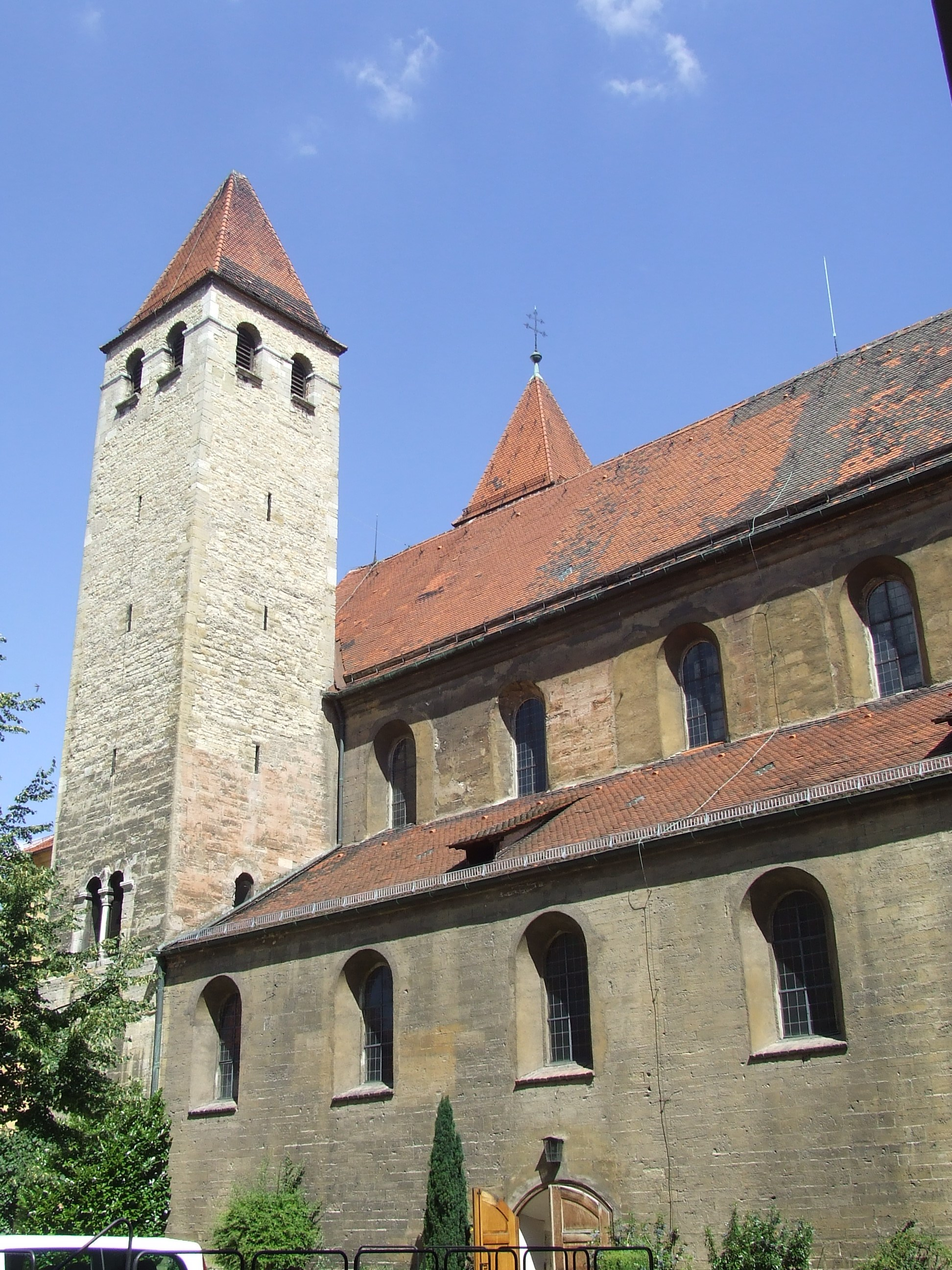
Vue de l'église du côté sud

Le Niedermünster de Ratisbonne est une communauté de chanoinesses qui fut l'une des plus riches et influentes de Bavière. L'église est toujours affectée au culte.

## Historique
Le monastère a longtemps conservé le Codex Uta, manuscrit enluminé ottonien commandé par l'abbesse Uta dans le premier quart du XIe siècle. 